# Cribbage
Cribbage – gra karciana dla dwóch, trzech, lub czterech osób rozgrywana bez lew co oznacza, że punkty zdobywa się tworząc różne kombinacje kart.

## Historia
Początki cribbage'u sięgają siedemnastego stulecia, kiedy to został on wymyślony przez brytyjskiego poetę, sir Johna Sucklinga. Prawdopodobnie wykorzystał on elementy gry zwanej noddy (nazwa pochodzi od tabliczki, na której umieszcza się drewniane kołeczki służące do zaznaczania punktów). Dziś gra noddy jest już prawie całkowicie zapomniana.

## Rozpoczęcie gry (wariant sześciokartowy)
Kiedy w grze uczestniczy dwóch zawodników, rozgrywkę rozpoczyna losowanie wyłaniające rozdającego: ten, kto wyciągnie najniższą kartę, rozdaje pierwszy. Rozpoczynający tasuje karty i przekazuje je przeciwnikowi, by ten przełożył talię. Każdy z graczy decyduje teraz, które dwie karty wybrane ze swoich kart odłoży na stół. Te cztery karty tworzą tak zwany krib i zostaną odsłonięte przy końcu rozdania, kiedy to zbierze je rozdający i doliczy do swoich ich ewentualną wartość.
Po tym, jak każdy z uczestników dołożył po dwie karty do kriba, przeciwnik rozdającego przekłada talon, a rozdający odsłania wierzchnią kartę dolnej części talonu. Jeśli odsłoniętą kartą jest walet, rozdający otrzymuje automatycznie dwa punkty. Karta pozostaje odsłonięta na wierzchu talonu i będzie odgrywała znaczącą rolę w dalszej części gry.

## Zasady gry
Każdy gracz w kolejności, poczynając od przeciwnika rozdającego, wykłada jedną kartę i oznajmia sumę łączną wartości kart znajdujących się na stole. Wartość króla, damy i waleta równa jest dziesięciu punktom, as jest kartą najsłabszą i ma jeden punkt. Ilustruje to przykład: przeciwnik rozdającego wykłada króla i oznajmia dziesięć, rozdający gra siódemką i oznajmia siedemnaście. Wtedy przeciwnik rozdającego kładzie na stole dziewiątkę i sumuje do dwudziestu sześciu. Maksymalna dozwolona suma wynosi trzydzieści jeden. Jeśli gracz wyłożywszy swoją kartę spowodowałby przekroczenie sumy trzydziestu jeden na stole, powinien powiedzieć „dalej”. Wtedy to jego przeciwnik musi położyć taką kartę która nie doprowadzi do przekroczenia trzydziestu jeden punktów. Położenie karty, która sprawi że dodana wartość kart na stole wyniesie dokładnie trzydzieści jeden, warta jest dwa punkty. Gdy tak jednak nie jest, ten z uczestników, który ostatni dołoży swoją kartę, otrzymuje jeden punkt za to, że jest „ostatni”. Talon, który brał udział w grze, należy odwrócić i gracz, który powiedział „dalej” rozpoczyna drugi etap gry. Grę opartą na tych zasadach kontynuuje się do momentu odwrócenia wszystkich kart. Uczestnik dokładający kartę jako ostatni otrzymuje jeden punkt lub dwa, jeśli dołożył do trzydziestu jeden punktów. 
Wykładając karty uczestnicy zarabiają także punkty w sposób charakterystyczny dla cribbage'a.

## Punktacja
Kiedy do gry używamy tabliczki, dążymy do tego by przez nią przejść choć raz (61 punktów), lub więcej – dwa razy (121 punkty) jako pierwsi. W rozgrywce zdobywa się różną liczbę punktów, zależną od rodzaju powstających kombinacji kart:
- piętnastki – gdy łączna suma kart na stole wynosi 15 gracz, który jako ostatni dołożył kartę, otrzymuje dwa punkty (np. gdy wyłożona zostanie siódemka, kolejny gracz dokładając ósemkę, zdobywa dwa punkty),
- pary – w parach o liczbie uzyskanych punktów decyduje jedynie starszeństwo kart, a nie ich wartość liczbowa (dwa walety to para, ale walet i dama już nie). Za parę uznaje się tylko karty zagrane bezpośrednio jedna po drugiej (np. ósemka, dama, ósemka nie stanowią pary, ale dama, ósemka, ósemka już tak).
- pary królewskie i podwójne pary królewskie – jeżeli po parze kart gracz wyłoży jeszcze jedną o takiej samej wartości – na przykład ósemkę i po parze ósemek – jest to tak zwana para królewska, za którą otrzymuje się sześć punktów (bo z trzech takich samych kart można utworzyć trzy różne pary). Jeżeli gracz wyłoży cztery takie same karty z rzędu, jest to tak zwana podwójna para królewska, warta dwanaście punktów.
- sekwensy – każde trzy karty stanowiące układ kolejny, na przykład 6,7,8 lub walet, dama, król nazywane są sekwensem, a gracz który dołoży ostatnią z nich, otrzymuje trzy punkty. Kolejność kart nie ma znaczenia – 6,7,8 oraz 6,8,7 i 7,8,6 mają taką samą wartość. Można także tworzyć sekwensy składające się z czterech, pięciu itd. kart, przy czym liczba kart w sekwensie odpowiada liczbie uzyskanych punktów. W dłuższych sekwensach kolejność również nie ma znaczenia. Jeżeli na przykład pierwszy gracz położy 4, drugi 7, pierwszy 3 a drugi 6, to pierwszy może uzyskać 5 punktów za sekwens dokładając 5.

Po zakończeniu partii rozpoczyna się pokaz – gracze wykładają swoje karty, deklarując liczbę punktów uzyskaną za każdą kombinację i podliczając punkty na bieżąco. Potem rozdający odwraca karty z kriba i również dolicza je do sumy punktów.